# 有澤真水
有澤真水（日語：有沢まみず，1976年5月18日—），日本輕小說作家。東京都出身男性。幼年時在巴基斯坦成長，後歸國在日本接受教育。
大学畢業後在酒店業就職了一個月就請辭，在2001年以參加第8回電撃遊戲小說大賞獲得銀賞，在該作加筆・改題以在電撃文庫首次亮相。第二作「犬神!」於2005年漫畫化以及於2006年動畫化。
幸運時刻第十集出版後，改名宮沢龍生，此舉導致幸運時刻之伏筆無法收尾及結局不明。

## 作品列表
- Infinity Zero（日语：インフィニティ・ゼロ）（插畫：神谷順（日语：にのみやはじめ）； 電擊文庫）
  - Infinity Zero 冬〜white snow
  - Infinity Zero 春〜white blossom
  - Infinity Zero 夏〜white moon
  - Infinity Zero 秋〜darkness pure
- 犬神!（插畫：若月神無；電擊文庫； 台灣角川代理）
- 幸運時刻！（插畫：QP:FLAPPER； 電擊文庫； 東立代理）
- 銀飄揚（日语：銀色ふわり）（插畫：笛； 電擊文庫； 東立代理）
- Sweet☆Line甜蜜陣線（插畫：如月水； 電擊文庫； 台灣角川代理）
- 只有神知道的世界（原作：若木民喜 同名漫畫的小說版； 插畫：若木民喜； GAGAGA文庫； 尖端代理）
  - 只有神知道的世界 神、惡魔與天使
  - 只有神知道的世界 2 祈禱、詛咒與奇蹟

## 外部連結
- 来るなら恋して!（作者曾經的網誌，最後一次有效畫面2011年10月14日）